# 京都田辺中央病院
京都田辺中央病院（きょうとたなべちゅうおうびょういん）は、京都府京田辺市にある民間病院。

## 沿革
1969年4月京田辺市興戸に開院した「石丸医院」を起源とし、1980年5月に個人開設の「田辺中央病院」として現在地に開院した。1983年（昭和58年）12月に医療法人社団石鎚会が設立され、同法人が開設者となった。新棟の竣工に先立ち、2020年11月 に「京都田辺中央病院」に改称した。

### 年表
- 1980年（昭和55年）5月 - 開院（一般病床120床）。救急医療機関告示。
- 1983年（昭和58年）8月 - 一般病床を40床増床（一般病床160床）。
- 1986年（昭和61年）7月 - 一般病床を35床増床（一般病床195床）。
- 1997年（平成9年）3月 - 一般病床を20床増床（一般病床215床）。
- 1999年（平成11年）1月 - 介護老人保健施設「やすらぎ苑」（100床）を併設。
- 1999年（平成11年）4月 - 周産期診療センターを開設。
- 2000年（平成12年）4月 - 療養型病床を開設（一般病床175床、療養病床40床）。救命救急部を設置。
- 2003年（平成15年）11月 - 「田辺記念病院」（現 京都田辺記念病院）を開院し、療養病床を移管（一般病床180床に）。
- 2007年（平成19年）11月 - 健康管理センターを開設。
- 2009年（平成21年）10月 - 一般病床を8床増床（一般病床188床）。
- 2010年（平成22年）4月 - 心臓血管センター、消化器センター、脊椎センターを開設。
- 2013年（平成25年）8月 - ブレストセンターを開設。
- 2014年（平成26年）8月 - 開放型病床を開設。
- 2016年（平成28年）4月 - 形成外科センターを開設。
- 2017年（平成29年）4月 - 在宅診療センターを開設。
- 2019年（令和元年）11月 - 介護老人保健施設「やすらぎ苑」を京田辺市同志社山手に新築移転。
- 2020年（令和2年）4月3日 - 「同志社山手病院」を開院し、障害者病棟（50床）を移管。
- 2020年（令和2年）11月1日 - 「京都田辺中央病院」に改称。
- 2020年（令和2年）11月24日（予定） - 新棟西館を新築し、診療を開始。

## 診療科
- 内科
  - 一般内科
  - 消化器内科（消化器センター）
  - 循環器内科（心臓血管センター）
  - 腎臓内科
  - 神経内科
  - 糖尿病内科
- 産婦人科（周産期診療センター）
- 外科
  - 一般外科
  - 呼吸器外科
  - 消化器外科
  - 乳腺外科（ブレストセンター）
- 形成外科
- 整形外科
  - リウマチ科
- 脳神経外科
- 麻酔科
- 皮膚科
- 小児科
- 耳鼻咽喉科
- 眼科
- 泌尿器科
- リハビリテーション科
- 診療放射線科
- 地域総合診療センター
- 脊椎センター
- 救命救急部
- 在宅診療センター
- 健康管理センター

## 関連施設
- 京都田辺記念病院（京田辺市田辺戸絶） - リハビリテーション科、人工透析内科、内科、回復期リハビリテーション病棟
- 同志社山手病院（京田辺市同志社山手）- 小児科、内科、脳神経内科、障害者病床
- 石丸医院（京田辺市興戸南落延） - 内科、胃腸科、小児科、放射線科
- 松井山手クリニック（京田辺市山手東） - 皮膚科、健康診断
- 三山木中央クリニック（京田辺市三山木中央） - 整形外科
- やすらぎ保育園（京田辺市同志社山手）
- 介護老人保健施設やすらぎ苑（京田辺市同志社山手）
- 訪問看護ステーションやすらぎ（京田辺市三山木中央）
- 訪問介護センターやすらぎ（京田辺市三山木中央）
- 特別養護老人ホームやすらぎの杜（京田辺市同志社山手）

## 交通アクセス
- 近鉄京都線新田辺駅から徒歩約2分。
- 学研都市線（JR西日本）京田辺駅から徒歩約5分。